# Kabinett Kariņš II
Das zweite Kabinett Krišjānis Kariņš' (lettisch: Kariņa 2. ministru kabinets) war die 41. Regierung Lettlands, die am 14. Dezember 2022 vereidigt wurde, nachdem Krišjānis Kariņš von Präsident Egils Levits als Ministerpräsident vorgeschlagen und von der Saeima gewählt wurde.
Die Regierung war eine Koalition aus Jaunā Vienotība (Neue Einigkeit), Nacionālā apvienība (Nationale Allianz) und Apvienotais saraksts (Vereinigte Liste).
Nach dem Rücktritt von Krišjānis Kariņš am 17. August 2023 blieb das Kabinett Kariņš II noch für etwa einen Monat geschäftsführend im Amt und wurde schließlich vom Kabinett Siliņa abgelöst.

## Regierungskabinett
| Ressort                                | Bild             | Name                | Partei | Partei         |
| -------------------------------------- | ---------------- | ------------------- | ------ | -------------- |
| Ministerpräsident                      | Krišjānis Kariņš | Krišjānis Kariņš    |        | JV             |
| Auswärtiges                            |                  | Edgars Rinkēvičs    |        | JV             |
| Inneres                                |                  | Māris Kučinskis     |        | AS             |
| Kultur                                 |                  | Nauris Puntulis     |        | NA             |
| Finanzen                               |                  | Arvils Ašeradens    |        | JV             |
| Bildung und Wissenschaft               |                  | Anda Čakša          |        | JV             |
| Transport                              |                  | Jānis Vitenbergs    |        | NA             |
| Wirtschaft                             |                  | Ilze Indriksone     |        | NA             |
| Wohlfahrt                              |                  | Evika Siliņa        |        | JV             |
| Landwirtschaft                         |                  | Didzis Šmits        |        | AS             |
| Klima und Energie                      |                  | Raimonds Čudars     |        | JV             |
| Umweltschutz und regionale Entwicklung |                  | Māris Sprindžuks    |        | AS             |
| Verteidigung                           |                  | Ināra Mūrniece      |        | NA             |
| Justiz                                 |                  | Inese Lībiņa-Egnere |        | JV             |
| Gesundheit                             |                  | Līga Meņģelsone     |        | parteilos (AS) |

## Koalitionspartner
|  | Partei/Wahlbündnis                                                                         |
|  | ------------------------------------------------------------------------------------------ |
|  | Jaunā Vienotība (Neue Einigkeit)                                                           |
|  | Apvienotais saraksts (Vereinte Liste)                                                      |
|  | Nacionālā apvienība „Visu Latvijai!“ – „Tēvzemei un Brīvībai/LNNK“ (Nationale Vereinigung) |